# 핀란드 문교부
문교부(핀란드어: opetus- ja kulttuuriministeriö; OKM 오페투스 야 쿨투리미니스테리외; 오코앰[*], 스웨덴어: undervisnings- och kulturministeriet)는 핀란드 국가평의회의 산하 12개 부처 중 하나다. 교육(초중등학교, 대학교) 및 문화(박물관, 도서관, 미술관) 및 체육과 과학에 관련된 업무를 총괄한다. 상징은 세밀화로 그려진 청록색 사자.
법무부, 재무부와 함께 가장 오래된 부처 중 하나다. 핀란드 대공국 시절인 1809년 설치된 원로원 종무국이 그 전신이다.

## 같이 보기
- 핀란드의 교육